# إشراف أبوي
الإشراف الأبوي عبارة عن أسلوب لتربية الأبناء يشتمل على مراقبة أو الاعتناء بأنشطة الأطفال.
غالبًا لا يكون الأطفال حديثي السن قادرين على الاعتناء بأنفسهم، كما لا تكون لديهم القدرة على اتخاذ القرارات القائمة على المعلومات من أجل تحقيق الرفاهية لأنفسهم. ولهذا السبب، فإنهم يحتاجون إلى الإشراف، أو على الأقل الإرشاد وتقديم النصح لهم من والديهم أو من غيرهم من الكبار الذين يحلون محل الوالدين.

## الإشراف البدني
يعد أهم أنواع الإشراف الأبوي وهو مطلوب للحفاظ على الأطفال ضد إيذاء أنفسهم أو الإضرار بالآخرين، وإبعادهم عن الأشياء والمواقف التي تنطوي على الخطورة. ويتطلب الأطفال الصغار للغاية الإشراف والرعاية المستمرين، حيث أن عدم توفير هذا المستوى من الرعاية يمثل إهمالاً للطفل. ولا يعي بعض أولياء الأمور ضرورة الإشراف على أطفالهم، من عمر سنة إلى 18 سنة، فمن الضروري توفير التوجيه للأطفال حتى وصولهم إلى عمر 25 عامًا، عندما تصل مراكز الأحكام إلى مرحلة النضج. وتكون الأحكام ضرورية عند اتخاذ القرارات التي تؤثر على الحياة والموت.

## الإشراف على وسائل الإعلام
بالإضافة إلى ذلك، فإن العديد من الأشخاص يرون أنه يجب حماية أطفالهم ضد الصور العنيفة أو الإباحية. ويرى البعض أنه من الضروري حماية الأطفال من المعلومات التي تتعارض مع نظام القيم التي تغرسها الثقافة المحلية بهم. وتفرض بعض الولايات القضائية هذه القيود من خلال التشريع.
وفي حين أن الحدود المقبولة الموجودة في هذا المجال تعتمد على الآراء بشكل كبير، كما أنها تخضع لقدر كبير للغاية من الجدال.
وقد وفر ظهور شبكة الإنترنت قدرة وصول بدون مراقبة إلى المعلومات المتاحة للمنزل بطريقة لم تكن محتملة من قبل، ولهذا السبب، فإن العديد من أولياء الأمور يقررون الإشراف على الوقت الذي يقضيه أطفالهم على شبكة الإنترنت. ويختار الآخرون استخدام برامج التحكم في المحتويات. ويرى البعض الآخر أن مسئوليتهم تتمثل في تعليم أطفالهم كيفية استخدام شبكة الإنترنت بشكل مسئول، بدون الحاجة إلى الرقابة على أطفالهم.